# Paraphaenodiscus monawari

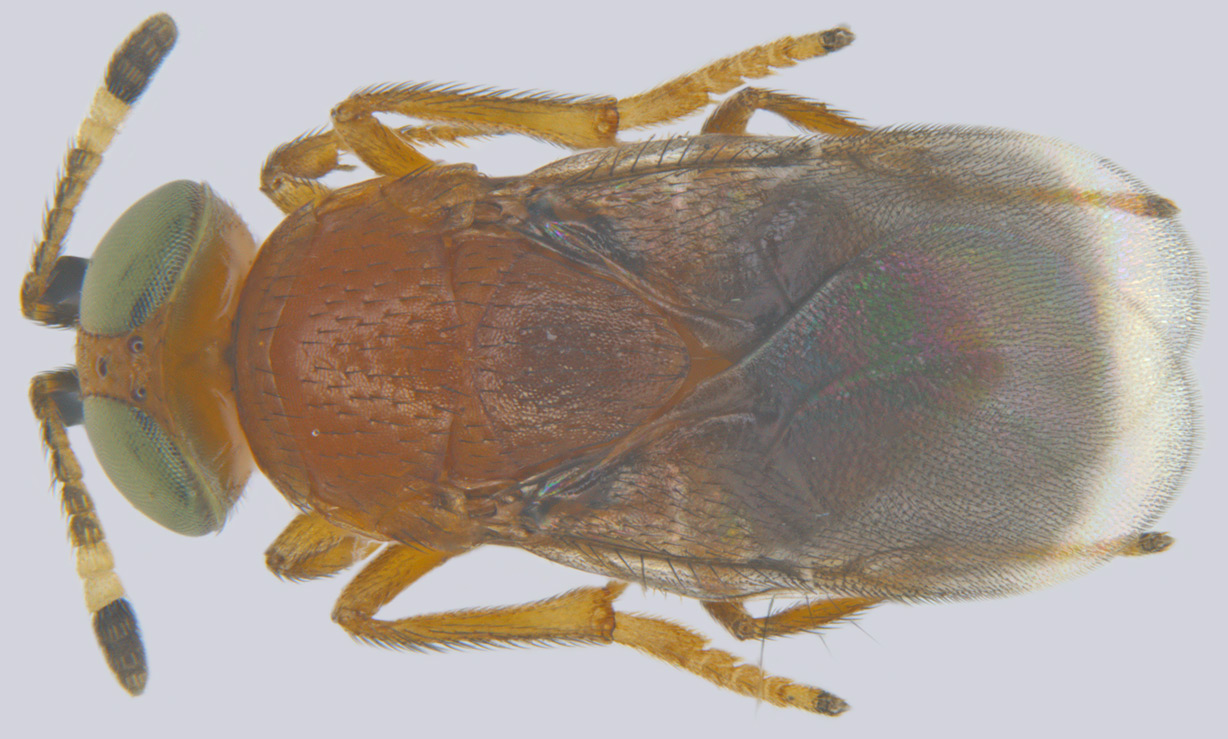
Paraphaenodiscus monawari, Weibchen in dorsaler Ansicht

Paraphaenodiscus monawari ist eine Erzwespe der Gattung Paraphaenodiscus in der Familie Encyrtidae. Der Hyperparasit befällt die Napfschildläuse Pulvinaria psidii, die weltweit verbreitet ist und in Bangladesch im Anbau von Echten Guaven und Zitruspflanzen große Schäden verursacht, und Pulvinaria polygonata. Paraphaenodiscus monawari ist in Bangladesch im Distrikt Chittagong sowie in den indischen Bundesstaaten Assam und Karnataka und in der Volksrepublik China vorgefunden worden.

## Beschreibung
Paraphaenodiscus monawari ist eine kleine Wespe, deren äußere Erscheinung anderen Erzwespen entspricht. Die Länge des kräftigen Körpers beträgt zwischen 1,65 und 1,85 Millimeter bei weiblichen Wespen, männliche Wespen sind kleiner. Der Kopf ist orangebraun mit grünlichen Komplexaugen, gelblichem vorderen Vertex, gelben Mandibeln und hellbraunen Palpi. Von der Antenne sind der Scapus schwarz mit einem gelben Rand an der Oberseite, der Pedicellus und die ersten vier Geißelglieder sind hellbraun. Die letzten beiden Flagellomere sind gelblich weiß, die drei clavalen Segmente schwarz. Männliche Tiere haben nur zwei miteinander verwachsene clavale Segmente, die kaum verdickt sind. Die Grundfarbe des Thorax ist braun, mit dunkelbraunem Scutellum und Propodeum. Das Mesoscutum schimmert metallisch. Der Gaster ist dunkelbraun mit einem goldenen und bronzenen metallischen Schimmer im mittleren Bereich. Der Ovipositor und die Beine sind gelb, mit Ausnahme der braunen mittleren und hinteren Coxen.
Der Kopf ist dorsal betrachtet 1,8 mal so breit wie lang. Auf dem Kopf befinden sich drei Ocellen, die in einem spitzwinkligen Dreieck angeordnet sind. Die Mandibeln haben drei Zähne. Der Scapus der Antenne ist flach, die sechs Segmente des Flagellum werden zur Antennenspitze hin zunehmend breiter. Die Keule an der Spitze wird bei Weibchen aus drei Segmenten gebildet, doppelt so lang wie breit aber kürzer als der Funiculus. Der hintere Rand des Pronotums bildet einen Winkel. Das Scutellum ist länger als breit und das Mesoscutum doppelt so breit wie lang. Die Vorderflügel sind bei Weibchen gut entwickelt und etwa eineinhalb mal so lang wie der Körper, bei Männchen deutlich kürzer als der Körper. An den Tibien der mittleren Beine befindet sich jeweils ein Sporn, der geringfügig länger als das folgende erste Tarsenglied ist. Der Gaster ist kürzer als der Thorax und breiter als lang, mit einem konkaven Vorderrand und einem in einer breiten Spitze auslaufenden hinteren Rand.

## Lebensweise
Alle Arten der Gattung Paraphaenodiscus sind Parasitoide von Pflanzenläusen verschiedener Familien. Paraphaenodiscus monawari parasitiert die Napfschildlaus Pulvinaria psidii, die durch Fraß an Blättern und Zweigen von Echten Guaven und Zitruspflanzen im Obstbau von Bangladesch bedeutende wirtschaftliche Schäden verursacht. Ein weiterer Wirt von Paraphaenodiscus monawari ist Pulvinaria polygonata.

## Verbreitung
Der Typenfundort von Paraphaenodiscus monawari ist der Upazila Patiya (22° 18′ 0″ N, 91° 59′ 0″ O) im Distrikt Chittagong. Dort befällt sie ihren Typuswirt Pulvinaria psidii, eine Napfschildlaus die auf den Blättern und Zweigen von Echten Guaven parasitiert. Einer der Paratypen ist als Parasit einer nicht näher bestimmten Schildlaus auf einer Zitruspflanze im Distrikt Jorhat im indischen Bundesstaat Assam gefunden worden. In Hebbal im Distrikt Bengaluru Urban des südindischen Bundesstaats Karnataka wurde die Art als Parasit von Pulvinaria polygonata nachgewiesen. Ein weiterer Fund stammt aus der Volksrepublik China.

## Systematik und Taxonomie
Paraphaenodiscus monawari ist eine von etwa 20 Arten der Gattung Paraphaenodiscus in der Tribus Microteryini. Diese gehört zur Unterfamilie Encyrtinae der Encyrtidae, einer Familie der Erzwespen, deren Arten fast ausnahmslos Parasiten von Insekten, Spinnen, Milben oder Zecken sind.
Die Erstbeschreibung erfolgte 1998 durch den bangladeschischen Entomologen Badrul Amin Bhuiya von der University of Chittagong. Der Holotyp ist ein im Januar 1994 von Bhuiya gesammeltes weibliches Exemplar, das sich mit zwei weiblichen Paratypen im Natural History Museum in London befindet. Der Artname ehrt den bangladeschischen Entomologen Monawar Ahmad von der Bangladesh Agricultural University in Maimansingh.